# Nirut Surasiang
Nirut Surasiang (taj. นิรุจน์ สุระเสียง, ur. 20 lutego 1979 w Lampang) – piłkarz tajski grający na pozycji pomocnika. Posiada także obywatelstwo wietnamskie pod nazwiskiem Đoàn văn Nirut.

## Kariera klubowa
Karierę piłkarską Surasiang rozpoczął w klubie BEC Tero Sasana z Bangkoku. W 1999 roku zadebiutował w jego barwach w tajskiej Premier League. W 2000 i 2002 roku dwukrotnie wywalczył mistrzostwo kraju. Wraz z Tero Sasana zdobył także Puchar Tajlandii w 2000 roku i Kor Royal Cup w 2002 roku. Z kolei w 2003 roku wystąpił w finale Ligi Mistrzów z Al-Ain FC (0:2, 1:0).
W 2004 roku Surasiang wyjechał do Wietnamu i został piłkarzem zespołu Bình Ðịnh z miasta Qui Nhơn. W swoim debiutanckim sezonie w Wietnamie zdobył krajowy puchar. W Bình Ðịnh grał do końca 2008 roku, a na początku 2009 roku przeszedł do Hoàng Anh Gia Lai z miasta Pleiku. W 2011 roku został zawodnikiem Navibank Sài Gòn. Grał też w Suphanburi FC i Army United FC.

## Kariera reprezentacyjna
W reprezentacji Tajlandii Surasiang zadebiutował w 2000 roku. W 2004 roku wystąpił w 2 meczach Pucharu Azji 2004: z Iranem (0:3) i z Japonią (1:4). W 2007 roku został powołany do kadry na Puchar Azji 2007. Tam rozegrał 3 spotkania: z Irakiem (1:1), z Omanem (2:0) i z Australią (0:4).